# Adolfo V di Berg
Adolfo V di Berg (in tedesco Adolf V von Berg) (1245 circa – 28 settembre 1296) fu conte di Berg dal 1259 alla sua morte.

## Origine
Adolfo, come ci viene confermato dal Niederrheins Urkundenbuch, Band II, era il figlio primogenito del conte di Berg, Adolfo IV e di Margherita di Hochstaden, che, secondo la Chronica Albrici Monachi Trium Fontium era la nipote di Corrado di Hochstaden, arcivescovo di Colonia, e figlia di Lotario I conte di Hochstaden e della moglie Matilde di Vianden.

Adolfo IV di Berg, sia secondo la Chronica Albrici Monachi Trium Fontium che secondo la Histoire du Limbourg, vol VI: Codex diplomaticus Valkenburgensis. , era il figlio primogenito del Duca di Limburgo e Conte di Arlon, Enrico e della contessa di Berg, Ermengarda, che secondo il Cæsarii Heisterbacensis Vita sancti Engelberti Archiepiscopi Colonie, era l'unica figlia ed erede del conte di Berg, Adolfo III e di Berta di Sayn, come ci viene confermato dal documento n° CLII della Histoire du Limbourg, vol VI: Codex diplomaticus Valkenburgensis..

## Biografia
Suo padre, Adolfo IV, morì il 22 aprile 1259 per un infortunio al torneo a Neuss; secondo il Kaiserswerth St Guidbert Memorienbuch (non consultato), Adolfo morì il 22 di aprile.
Adolfo gli succedette in quanto figlio primogenito, come Adolfo V.
Forse perché ancora minorenne, per almeno i primi tre anni, sua madre, Margherita, esercitò la reggenza, come risulta dal documento n° 521 del Niederrheins Urkundenbuch, Band II, datato 26 dicembre 1262, inerente ad una donazione in suffragio dell'anima del marito (mariti nostri domini Adolfi comitis de Monte), in cui Margherita si cita col titolo di contessa, mentre Adolfo viene citato come suo figlio primogenito (Margarita comitissa de Monte, cum primogenito nostro Adolfo).
Senz'altro Adolfo era titolare della contea nel 1265, come dal documento n° 556 del Niederrheins Urkundenbuch, Band II, datato novembre 1265, col quale sua madre, Margherita, Adolfo e la moglie, Elisabetta (Margareta comitissa de Monte, relicta domini Adolphi nobilis quondam comitis eiusdem loci, Adolphus comes filius eorundem et Lysa uxor sua), rinunciano alla proprietà dell'Abbazia d'Altenberg.
Adolfo ebbe buoni rapporti col re di Germania, Rodolfo I d'Asburgo, che gli permise di battere moneta a Wipperfürth nel 1275.
Dopo la morte dell'arcivescovo di Colonia, Engelbert von Falkenburg il 20 ottobre 1274, Adolfo tentò invano di fare eleggere arcivescovo suo fratello, Corrado, prevosto a Colonia, ma Siegfried von Westerburg ebbe la meglio.
Circa due anni dopo, Adolfo e l'altro fratello, Enrico signore Windeck (Adolphus de Monte, Henricus frater eius), furono tra coloro che dichiararono guerra all'arcivescovo di Colonia, Siegfried von Westerburg, come da documento n° CXXXIII del Akademische Beiträge zur Gülch- und Bergischen Geschichte, band III.
Secondo John Allyne Gade, nel suo Luxembourg in the Middle Ages (non consultato), nel 1279, dopo la morte di Valerano IV, Adolfo V, reclamò il ducato di Limburgo, in quanto discendente maschio più prossimo a Valerano IV, ma, il ducato di Limburgo, fu occupato con la forza con l'appoggio dell'arcivescovo di Colonia, Siegfried von Westerburg, dal Conte di Gheldria Reginaldo I cugino acquisito, in quanto marito di Ermengarda che, secondo la Histoire du Limbourg, vol IV: Codex diplomaticus Dalemensis. era l'unica figlia ed erede del Duca di Limburgo e Conte di Arlon, Valerano IV e della prima moglie (come confermato da vari documenti Giuditta di Cleves.
Nel 1283, dopo che la duchessa di Limburgo, Ermengarda era morta e l'imperatore del Sacro Romano Impero, Rodolfo I d'Asburgo aveva accordato vita natural durante il ducato al di lei vedovo, Reginaldo I di Gheldria, ma ciò non piacque al cugino, Adolfo V di Berg, che rivendicò il Limburgo.
Non potendo far valere la propria ragione con le armi, Adolfo V vendette i diritti sul ducato a Giovanni I di Brabante; di questo abbiamo conferma dal documento n° CCXLVII della Histoire du Limbourg, vol VI: Codex diplomaticus Valkenburgensis., in cui Adolfo di Berg, dopo la morte della duchessa Ermengarda, chiede al re di Germania, Rodolfo I d'Asburgo, di investire Giovanni I di Brabante del titolo ducale, in quanto Adolfo lo aveva ceduto a Giovanni. 

I documenti n° CCLII e CCLIII della Histoire du Limbourg, vol VI: Codex diplomaticus Valkenburgensis. ci informano di un accordo tra Adolfo, successore di Ermengarda, ed il capitolo della cattedrale di Liegi, inerente alla chiesa di Jupille-sur-Meuse.

Infine il documento n° CCLIV della Histoire du Limbourg, vol VI: Codex diplomaticus Valkenburgensis., datato 13 settembre 1283, ci informano che Adolfo, cedette a titolo definitivo, il ducato di Limburgo a Giovanni I di Brabante, in quanto futuro suocero di Margherita, nipote di Adolfo (figlia di Enrico e, in quella data, fidanzata a Goffredo, figlio primogenito di Giovanni).

Giovanni di Brabante, allora, intraprese una vera e propria azione di conquista sul ducato di Limburgo. Seguirono cinque anni di guerre, concluse con la battaglia di Worringen (5 giugno 1288), dove Giovanni sconfisse Reginaldo e i suoi alleati. Giovanni aveva conquistato il Limburgo con la forza senza che Rodolfo I d'Asburgo osasse intervenire. 

Adolfo V si era schierato dalla parte del Duca di Brabante e, con i suoi contadini di montagna e il grido di battaglia "Hya, Berge romerijke" ("Alta, gloriosa montagna") aveva preso parte alla battaglia di Worringen. L'arcivescovo Siegfried von Westerburg fu imprigionato per 13 mesi nel castello di Burg.
Il 14 agosto 1288, come risulta dal documento n° 846 del Niederrheins Urkundenbuch, Band II, Adolfo assieme alla moglie, Elisabetta (Adolphus comes et Elisabeth comitissa de Monte), in riconoscimento dell'impegno dei suoi abitanti nella battaglia di Worringen, concesse la status di città a Düsseldorf, quarta città della contea ad ottenere questo riconoscimento dopo Wipperfürth, nel 1222, Lennep, nel 1259 e Ratingen, nel 1276.
Nel 1286, Adolfo V (Adolphus comes de Monte) assieme al fratello Enrico (et Henricus frater noster, dominus de Windecke) avevano assunto un impegno nei confronti della città di Colonia, come da documento n° 820 del Niederrheins Urkundenbuch, Band II, datato 23 novembre.
Il conte Adolfo V, da parte sua, fu imprigionato dall'arcivescovo di Colonia, Siegfried von Westerburg, con un inganno e morì nel settembre 1296; Adolfo, secondo il Levold's von Northof Chronik der Grafen von der Mark morì il 28 settembre 1296 (in vigilia sancti Michaelis) e fu sepolto nell'abbazia di Gräfrath a Solingen e gli succedette il fratello, Guglielmo; dopo la morte di Adolfo, anche Guglielmo I rinunciò alla proprietà dell'Abbazia d'Altenberg, come ci viene confermato dal documento n° CCXXXI del Akademische Beiträge zur Gülch- und Bergischen Geschichte, band III, in cui, Margherita (Margarete comitisse de Monte matris nostri comitis predicti) fu testimone del figlio secondogenito, Guglielmo (Wilhelmus comes de Monte), che confermava la rinuncia alla proprietà dell'Abbazia d'Altenberg.

## Matrimonio e discendenza
Adolfo V, dopo il 1262, ma prima del 1265, aveva sposato Elisabetta di Gheldria († 1313), come ci viene confermato dal documento n° 556 del Niederrheins Urkundenbuch, Band II, in cui Elisabetta viene citata come moglie di Adolfo. Elisabetta viene citata assieme al marito nel documento n° 846 del Niederrheins Urkundenbuch, Band II (Adolphus comes et Elisabeth comitissa de Monte), datato 14 agosto 1288, col quale fu concesso la status di città a Düsseldorf.

Adolfo da Elisabetta non ebbe figli e di Adolfo non si conosce alcuna discendenza.

## Ascendenza
|                          |                                |                        | Genitori               |  |  | Nonni |  |  | Bisnonni                 |  |  | Trisnonni              |  |
|                          |                                |                        |                        |  |  |       |  |  | Valerano III di Limburgo |  |  | Enrico III di Limburgo |  |
|                          |                                |                        |                        |  |  |       |  |  | Valerano III di Limburgo |  |  | Enrico III di Limburgo |  |
|                          |                                | Sofia di Saarbrücken   |                        |  |  |       |  |  | Valerano III di Limburgo |  |  |                        |  |
| Enrico IV di Limburgo    |                                |                        |                        |  |  |       |  |  | Valerano III di Limburgo |  |  |                        |  |
|                          |                                | Cunegonda di Lorena    | Federico I di Lorena   |  |  |       |  |  |                          |  |  |                        |  |
|                          |                                | Cunegonda di Lorena    | Federico I di Lorena   |  |  |       |  |  |                          |  |  |                        |  |
|                          |                                | Cunegonda di Lorena    | Ludmilla di Polonia    |  |  |       |  |  |                          |  |  |                        |  |
| Adolfo IV di Berg        |                                | Cunegonda di Lorena    |                        |  |  |       |  |  |                          |  |  |                        |  |
|                          |                                | Adolfo III di Berg     | Engelberto I di Berg   |  |  |       |  |  |                          |  |  |                        |  |
|                          |                                | Adolfo III di Berg     | Engelberto I di Berg   |  |  |       |  |  |                          |  |  |                        |  |
|                          |                                | Adolfo III di Berg     | Margherita di Gheldria |  |  |       |  |  |                          |  |  |                        |  |
| Ermengarda di Berg       |                                | Adolfo III di Berg     |                        |  |  |       |  |  |                          |  |  |                        |  |
|                          |                                | Berta di Sayn          | Enrico II di Sayn      |  |  |       |  |  |                          |  |  |                        |  |
|                          |                                | Berta di Sayn          | Enrico II di Sayn      |  |  |       |  |  |                          |  |  |                        |  |
|                          |                                | Berta di Sayn          | Agnese di Saffenbourg  |  |  |       |  |  |                          |  |  |                        |  |
| Adolfo V di Berg         |                                | Berta di Sayn          |                        |  |  |       |  |  |                          |  |  |                        |  |
|                          | Thierry/Dietrich di Hochstaden | Ottone di Ahr          |                        |  |  |       |  |  |                          |  |  |                        |  |
|                          | Thierry/Dietrich di Hochstaden | Ottone di Ahr          |                        |  |  |       |  |  |                          |  |  |                        |  |
|                          | Thierry/Dietrich di Hochstaden | Adelaide di Hochstaden |                        |  |  |       |  |  |                          |  |  |                        |  |
| Lotario I di Hochstaden  | Thierry/Dietrich di Hochstaden |                        |                        |  |  |       |  |  |                          |  |  |                        |  |
|                          |                                | Luitgarda di Dagsburg  | Ugo XII di Dagsburg    |  |  |       |  |  |                          |  |  |                        |  |
|                          |                                | Luitgarda di Dagsburg  | Ugo XII di Dagsburg    |  |  |       |  |  |                          |  |  |                        |  |
|                          |                                | Luitgarda di Dagsburg  | Luitgarda di Sulzbach  |  |  |       |  |  |                          |  |  |                        |  |
| Margherita di Hochstaden |                                | Luitgarda di Dagsburg  |                        |  |  |       |  |  |                          |  |  |                        |  |
|                          |                                | Federico I di Vianden  | Federico II di Vianden |  |  |       |  |  |                          |  |  |                        |  |
|                          |                                | Federico I di Vianden  | Federico II di Vianden |  |  |       |  |  |                          |  |  |                        |  |
|                          |                                | Federico I di Vianden  | Elisabetta di Salm     |  |  |       |  |  |                          |  |  |                        |  |
| Matilde di Vianden       |                                | Federico I di Vianden  |                        |  |  |       |  |  |                          |  |  |                        |  |
|                          |                                | Matilde di Neuerburg   | …                      |  |  |       |  |  |                          |  |  |                        |  |
|                          |                                | Matilde di Neuerburg   | …                      |  |  |       |  |  |                          |  |  |                        |  |
|                          |                                | Matilde di Neuerburg   | …                      |  |  |       |  |  |                          |  |  |                        |  |
|                          |                                | Matilde di Neuerburg   |                        |  |  |       |  |  |                          |  |  |                        |  |

### Fonti primarie
- (LA)  Levold's von Northof Chronik der Grafen von der Mark.
- (LA)  Urkundenbuch für die Geschichte des Niederrheins, Volume 2.
- (LA)  Monumenta Germaniae Historica, tomus XXIII.
- (LA)  Fontes rerum Germanicarum, Volume 2.
- (LA)  Akademische Beiträge zur Gülch- und Bergischen Geschichte, band III.
- (LA)  Histoire du Limbourg, vol VI: Codex diplomaticus Valkenburgensis.

### Letteratura storiografica
- P.J. Blok, "Germania 1273 1313", cap. VIII, vol. VI (Declino dell'impero e del papato e sviluppo degli stati nazionali) della Storia del mondo medievale, 1999, pp. 332–371
- Henry Pirenne, "I Paesi Bassi", cap. XII, vol. VII (L'autunno del Medioevo e la nascita del mondo moderno) della Storia del Mondo Medievale, 1999, pp. 411–444.
- AAVV, Biographie universelle ancienne et moderne... 5. Bongars-Brummer, Parigi, A. Thoisnier Desplaces, 1843,  p. 397. URL consultato il 21 ottobre 2011.